# Markerna
Markerna ("utmarkerna", "gränsländerna", isl. Markir), tidigare benämning på västra Dalsland, som länge utgjorde ett omtvistat gränsland emellan Sverige och Norge. Nordmarks härad i Värmland tillhörde ursprungligen (på medeltiden) detta område och tillhörde alltså då Dalsland.